# دیوید گودویلی
دیوید گودویلی (انگلیسی: David Goodwillie؛ زادهٔ ۲۸ مارس ۱۹۸۹) بازیکن فوتبال اهل بریتانیا است.
از باشگاه‌هایی که در آن بازی کرده‌است می‌توان به باشگاه فوتبال بلکبرن روورز، باشگاه فوتبال داندی یونایتد، باشگاه فوتبال بلکپول، باشگاه فوتبال آبردین، و باشگاه فوتبال کریستال پالاس اشاره کرد.